# 邵伟萍
邵伟萍（1963年—），女，山东文登人，中国射击运动员，国际级运动健将。曾获得世界射击锦标赛双向飞碟团体冠军。